# Neospintharus parvus
Neospintharus parvus is een spinnensoort in de taxonomische indeling van de kogelspinnen (Theridiidae).
Het dier behoort tot het geslacht Neospintharus. De wetenschappelijke naam van de soort werd voor het eerst geldig gepubliceerd in 1950 door Harriet Exline.